# Erich Walter Killinger

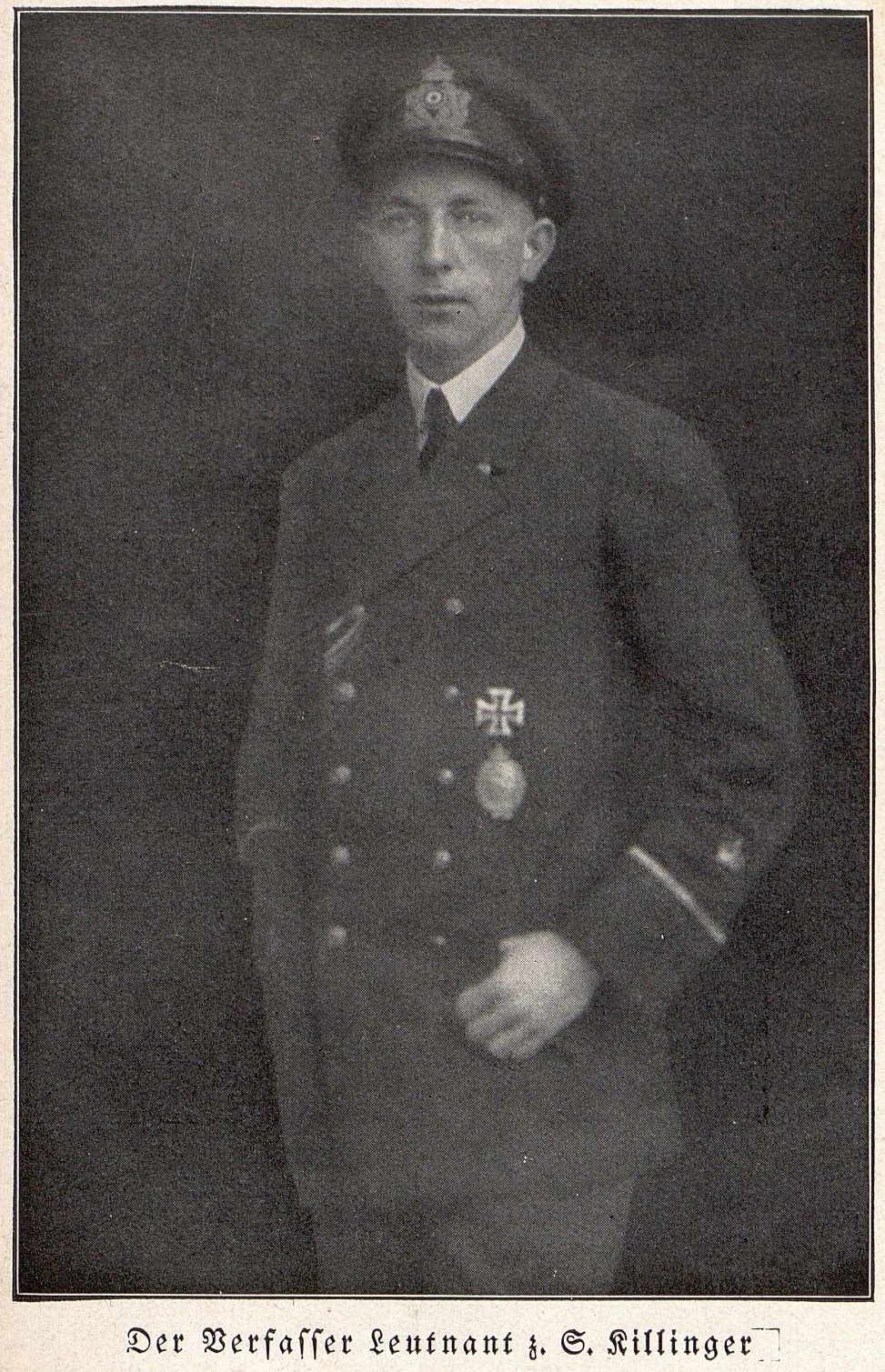
Erich Walter Killinger (ca. 1917)

Erich Walter Emil Killinger (* 21. März 1893 in Schönau; † 18. Mai 1977 in Staufenberg) war ein deutscher Marine- und Luftwaffenoffizier.

## Leben
Er war der Sohn des Geheimen Regierungsrates Emil Killinger und dessen Ehefrau Elisabeth, geborene Helfrich. Killinger besuchte ein Humanistisches Gymnasium, machte das Abitur am King’s College in London, studierte Jura und Nationalökonomie an den Universitäten in Heidelberg, Hamburg und Berlin.

### Kaiserliche Marine

Erich Walter Killinger (1914)

Killinger trat am 1. April 1913 als Seekadett in die Kaiserliche Marine (Crew IV/13) ein. Vom 1. April bis 15. Mai unterzog er sich einer Infanteriegrundausbildung, dem eine knapp elfmonatige Bordausbildung auf dem Schulschiff Vineta in der Karibik und Südamerika folgte. Das Schiff kehrte am 25. März 1914 nach Flensburg-Mürwik zurück und am 1. April 1914 begann die Ausbildung zum Offizier. Am 3. April wurde Killinger zum Fähnrich zur See befördert. Im August 1914 wurde Killinger auf die Berlin kommandiert, einen älteren Kleinen Kreuzer. Da dem kriegsbegeisterten Killinger der Stationsdienst nicht lag, beantragte er die Versetzung zu den Marinefliegern. Er kam daraufhin an die Seeflugschule in Putzig und wurde nach abgeschlossener Ausbildung als Beobachter dem Stationsleiter Oberleutnant zur See Karl von Gorrissen (1888–1918), der jüngere Bruder von Ellery von Gorrissen, zugeteilt. Beide flogen in der Folgezeit Aufklärungsmissionen über der östlichen Ostsee.
Während des Monats November waren Killinger und v. Gorrissen mit der Aufsicht und Umsetzung des Umbaus des ehemaligen englischen Frachters Glyndwr zu einem Trägerschiff für Seeflugzeuge beauftragt. Die Idee Wasserstartenden Flugzeugen durch ein Trägerschiff in die Nähe ihres Einsatzortes zu bringen, um damit ihre Reichweite beträchtlich zu erhöhen, war Killinger gekommen, nachdem die normale Reichweite der Flugzeuge nicht ausreichte, ihre Angriffsziele zu erreichen. Vom Dezember 1914 an bis März 1915 unterzog sich Killinger einer weiteren Ausbildung an Bord der Glyndwr in Danzig. Diese Spezialausbildung in der Danziger Bucht für Piloten und Beobachter von Wasserflugzeugen diente der Ausbildung und Entwicklung für Einsätze auf hoher See durch und von diesen neuartigen Trägerschiffen zu leisten und experimentierte mit der Aufklärung und Suche nach U-Booten. Für die Offiziere bedeutete diese Ausbildung und Entwicklung eine Verzögerung ihres Fronteinsatzes.
Ende März 1915 wurde die Glyndwr mit vier Flugzeugen an Bord nach Memel verlegt. Hier starteten Killinger und von Gorrissen ihren ersten Einsatzflug am 28. März 1915. Nach einem Einsatz über Libau am 6. April 1915, bei dem der mit russischen Truppen angefüllte Bahnhof der Stadt bombardiert wurde, musste die Maschine („Kiel 51“) der beiden in der Ostsee Notwassern. Ihr Rumpler-Doppeldecker hatte seinen Propeller verloren. Killinger und von Gorrissen wurden von den Russen gerettet und gefangen genommen.
Gegen Mittag am 6. April 1915 erhielt die Lübeck die Funkmitteilung, dass die „Kiel-51“ von Killinger und von Gorrissen überfällig war, und vermutlich abgestürzt sei. Der Kapitän befahl den sofortigen Abbruch aller anstehenden Arbeiten und befahl eine groß angelegte Suchaktion durch die Hilfsminensuchdivision „Neufahrwasser“ sowie durch Lübeck und Glyndwr. Kurz vor Einbruch der Dunkelheit entdeckte einer der „Neufahrwasser“-Fischkutter das zerstörte Flugzeug. Der Kutter nahm das Wrack an Bord, fand aber keine Spur von der Besatzung.

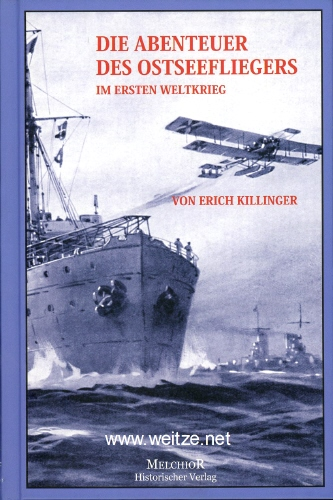
Erich Killinger: Die Abenteuer des Ostseefliegers im Ersten Weltkrieg

Killinger und von Gorrissen wurden gemeinsam in der Peter-und-Paul-Festung in Sankt Petersburg inhaftiert. Man warf beiden vor, unschuldige Frauen und Kinder ermordet zu haben. Unter schlechten Bedingungen wurde Killinger mehrere Wochen in Einzelhaft gehalten und intensiv verhört. Zum Schein wurde gegen ihn ein Todesurteil ausgesprochen, um seinen Willen zu brechen. Nach Killingers Verlegung in ein sibirisches Gefangenenlager gelang ihm auf einem weiteren Bahntransport mit drei weiteren Kriegsgefangenen die Flucht. Nach einer abenteuerlichen Flucht durch China, Japan und den USA (damals neutral), durch die englische Seeblockade und dem neutralen Norwegen, einmal rund um die Erde, kehrte er am 6. März 1916, nach elf Monaten Flucht, wieder nach Deutschland zurück. Nach Ausbildung als Flugzeugführer war er bis Kriegsende zur Seeflugstation Zeebrügge kommandiert. 1916 Verleihung des Ritterkreuzes des Orden vom Zähringer Löwen. Von 1916 bis zum Kriegsende war er Marineflieger in Flandern. 1917 erschien sein Buch Die Abenteuer des Ostseefliegers im Ersten Weltkrieg bei Ullstein Berlin. Für seine Verdienste bei Kämpfen im Kanal erhielt Killinger am 3. Mai 1918 den Königlicher Hausorden von Hohenzollern.
Nach Ausbildung als Flugzeugführer war er bis Kriegsende zur Seeflugstation Zeebrügge und Ostende kommandiert. Für seine Leistungen während des Krieges wurde Killinger mit beiden Klassen des Eisernen Kreuzes sowie dem Hamburger Hanseatenkreuz ausgezeichnet.

### Zwischenkriegsjahre
Nach Kriegsende wurde Killinger am 24. November 1919 verabschiedet, jedoch bereits am 19. Dezember 1919 wieder reaktiviert. Am 7. Januar 1920 folgte noch seine Beförderung zum Oberleutnant zur See, bevor er schließlich am 9. März 1920 aus dem Militärdienst ausschied. Nach seiner Verabschiedung war Killinger kaufmännisch tätig, zunächst in Niederländisch-Indien (Java und Sumatra), dann in Ostasien. 1923 kehrte er für ein Jahr nach Deutschland zurück, um anschließend nochmals die Stationen seiner Flucht zu besuchen. Ab 1926 war Killinger in der Luftfahrtindustrie tätig. Er ging für Junkers nach Madrid und gründete dort mit der Union Aeria Hispaniola und der Servizios Aerios Portugesis zwei eigene Fluggesellschaften.
Am 11. April 1930 heiratete er Thea Margot Schroeder (* 9. März 1899 in London; † 24. Mai 1990 in Gernsbach). Zu dieser Zeit war er Generalvertreter der Armstrong Siddeley Flugmotoren in Berlin, anschließend Leiter der Wirtschaftsgruppe Luftfahrtindustrie, im Reichsluftfahrtministerium in Berlin. Aus dem Plädoyer des Verteidigers Ure im späteren Wuppertaler Dulag Luft-Prozess 1945 geht hervor, dass Killinger seine Stellung dort 1933 verlor, weil er sich weigerte der NSDAP, beizutreten. Killinger leitete daraufhin von 1934 bis 1939 die von ihm gegründete Außenhandelsabteilung der Wirtschaftsgruppe des Reichsverbandes der deutschen Luftfahrtindustrie in Berlin. Killinger hatte drei Kinder, Klaus (* 19. Januar 1931 in Berlin; † 9. November 1999 in Ludwigshafen am Rhein), Karin verh. Grewing (* 1. Oktober 1935 in Berlin) und Prof. Dr. Erich Killinger (* 20. Februar 1937 in Berlin).
In der Zwischenzeit erschien 1934 sein Buch Flucht um die Erde im Neuer Deutscher Verlag, Berlin.

### Zweiter Weltkrieg
Mit Beginn des Zweiten Weltkriegs wurde Killinger zum Militärdienst einberufen und zum Hauptmann befördert. Über seine Verwendungen liegen widersprüchliche Informationen vor. Demnach soll Killinger Einsätze in Polen geflogen haben oder auf Helgoland tätig gewesen sein. Fest steht, dass er bis zu seiner Kommandierung nach Oberursel als Major im Stab des Luftflottenkommandos 3 in Paris bei der Abteilung Ic (Feindlageabteilung) für Wehrbetreuung zuständig war. Ende 1941 trat Killinger seinen neuen Stellung als Kommandeur des Dulag Luft (Durchgangslager) in Oberursel an.

Erich Killinger, ab 1941 Leiter des Dulag Luft

Am 6. September 1944 wurde bei der Gestapo in Frankfurt am Main ein Bericht an den Reichsführer SS Heinrich Himmler eingereicht, dem zufolge der Oberstleutnant Killinger, sein Stellvertreter Major Heinz Jung und seine unmittelbaren Mitarbeiter die Moral der Wehrmacht untergraben würden, indem sie zu nachsichtig mit Kriegsgefangenen umgehen würden. Der Vorwurf, der sich als wahr erwiesen habe, lautete, dass Killinger US- und britischen Fliegern erlaube, lokale Gottesdienste zu besuchen und in einem lokalen Restaurant zu speisen. Zudem wurde Killinger persönlich das Fraternisieren mit Reichsmarschall Hermann Göring unterstellt.
Tatsächlich setzte Killinger ein nach dem Ersten Weltkrieg international beschlossenes Statut durch, dass es gefangenen Offizieren gestattete, unter Aufsicht eines deutschen Offiziers das Lager auf Bewährung zu verlassen. Die Verhandlung fand am 7. Dezember 1944 statt, aber entgegen den Erwartungen der Gestapo wurden Killinger und seine Mitarbeiter von der zuständigen Abteilung des Luftfahrtministeriums in allen Punkten freigesprochen.
Am 26. November 1945 wurde Killinger durch die Engländer verhaftet und am 3. Dezember in Wuppertal durch ein britisches Militärtribunal wegen Kriegsverbrechen und Verstößen gegen die Genfer Menschenrechtskonvention von 1929 (Misshandlung von britischen Kriegsgefangenen) zu fünf Jahren Zuchthaus verurteilt, die er im Allied National Prison Werl verbüßen sollte.
Nach der Niederschrift des Kriegsverbrecherprozesses von Killinger im Jahr 1945 gab es dreizehn konkrete Vorfälle, in denen RAF Kriegsgefangene zu Verhörzwecken in einem kleinen Raum eingesperrt wurden, in dem die Temperatur sehr hoch gehalten wurde. Die Zeiträume, in denen die Kriegsgefangenen diesen extremen Temperaturen ausgesetzt waren, reichten von einer bis zehn Stunden. Diesem Zustand wurden die Kriegsgefangenen jeweils einmal ausgesetzt. Von den dreizehn Fällen wurden schließlich elf zur Anklage gebracht. Zehn betrafen den Sommer 1943 und eine den Sommer 1944. Es gab demnach keine Aussagen darüber, wie hoch die Temperatur gewesen war. US-amerikanischen Kriegsgefangenen wurden dieser Behandlung nicht ausgesetzt. Nach Angaben der Staatsanwaltschaft und dem Zeugnis der Verteidigung hatte Killinger diese Behandlung nicht angeordnet und wurde erst später davon in Kenntnis gesetzt. Daraufhin ordnete er an, dass spezielle übermäßige Hitze nicht als Verhörmethode verwendet werden dürfe. Kein Mitglied der Dulag Luft Mitarbeiter wurde offiziell gerügt oder für die Anwendung der Wärmebehandlung bestraft. Umfangreiche Aussagen in den Protokollen bestätigen, dass Killinger und seine Mitarbeiter bewusst Berichte fälschten, indem sie Gefangene zu alliierten Fliegern machten, die sie in Wirklichkeit nicht waren. Einige Gefangene waren deutsche Deserteure, zuvor geflüchtete alliierte Kriegsgefangene, die ohne jede militärische Identifikation zurückverwiesen worden waren und in einem gut dokumentierten Fall auch fünf SOE Agenten, Special Operations Executive. Die falschen Klassifizierungen wurden durchgeführt, um die Männer vor einer Auslieferung an die Gestapo zu schützen.
Es ist interessant, dass Killinger in der Folge die volle Verantwortung für alles übernahm, was im Dulag Luft vom 15. November 1941 bis 15. April 1945 stattgefunden hatte. Er hat weder das Ignorieren von Befehlen und Auflagen zu seiner Verteidigung benutzt, noch hat er die von ihm befohlenen Falschaussagen und Klassifizierungen für sich mildernd erwähnt. Nach drei Jahren wurde Killinger vorzeitig aus der Haft in Werl (britisches Militärgefängnis während der Besatzungszeit nach dem Zweiten Weltkrieg) bei Wuppertal entlassen.

### Nachkriegsjahre
Ab Juli 1950 war Killinger bis zu seiner Pensionierung Geschäftsführer der schwedischen Maschinenfabrik Hatlapa, in Ütersen/Holstein bei Hamburg (technisches Schiffszubehör wie Be- und Verladesysteme, Ankerwinden und Kompressoren). Ab Anfang der 1960er Jahre lebte Erich Killinger bis zu seinem Tod mit 84 Jahren, am 18. Mai 1977, in Staufenberg bei Baden-Baden.

## Veröffentlichungen
- Die Abenteuer des Ostseefliegers. Ullstein Verlag, Berlin 1917.
- Flucht um die Erde. Deutscher Verlag, Berlin 1934.